# Verbund archäologischer Institutionen in Köln und Bonn
VarI ist die Abkürzung für den Verbund archäologischer Institutionen in Köln und Bonn. Dazu gehören zahlreiche Einrichtungen wie Museen und Universitätsinstitute, die sich weltweit mit der Erforschung der materiellen Hinterlassenschaften früher Kulturen beschäftigen.
VarI wurde im Dezember 2008 gegründet und mit dem Ziel verbunden, die traditionell gute Zusammenarbeit der im Raum Köln-Bonn vertretenen archäologischen Institutionen weiter zu intensivieren, durch einen disziplinenübergreifenden Austausch neue Impulse zu geben sowie durch eine verstärkte strukturelle Vernetzung Synergien für Forschung und Lehre freizusetzen. Das chronologische Spektrum der Aktivitäten reicht vom Paläolithikum bis ins späte Mittelalter, wobei die regionalen Schwerpunkte in der Archäologie des Rheinlands und Europas, den Kulturen Ägyptens und des Mittelmeerraums sowie der Archäologie Süd- und Mittelamerikas sowie Zentral- und Südostasiens liegen.
Die Region Köln/Bonn bildet einen der wohl größten und traditionsreichsten Archäologiestandorte Deutschlands mit dreizehn Instituten und Arbeitsstellen an den Universitäten Köln und Bonn sowie archäologischen Museen. Die Mitglieder von VarI sind in zahlreiche regionale, nationale und internationale Kooperationen integriert und interdisziplinär vernetzt, etwa dem Zentrum für die antiken Kulturen des Mittelmeerraums an der Universität zu Köln, dem Centre of Quaternary Science & Geoarchaeology (Köln-Bonn-Aachen), dem Cologne African Studies Centre an der Universität zu Köln, dem Cologne Center for eHumanities an der Universität zu Köln oder etwa der Nordrhein-Westfälischen Akademie der Wissenschaften.
Sprecher des Verbundes sind derzeit (Juni 2013) der Klassische Archäologe Michael Heinzelmann (Köln) und die Christliche Archäologin Sabine Schrenk (Bonn).

## Aktivitäten (Auswahl)
Der Forschungsverbund führt regelmäßig Workshops, Tagungen, Kongresse und Vortragsveranstaltungen durch und pflegt eine eigene Homepage (deutsch/englisch).
- 2010: Gräber, Städte, Heiligtümer. Archäologische Forschung in Köln und Bonn, Kolloquium 23. Oktober 2010 im Akademischen Kunstmuseum Bonn
- 2012: Workshop zur Wirtschaftsarchäologie Towards an economic archaeology: state of the art, questions, problems, perspectives
- 2013: Kolloquium: Welten im Umbruch. Archäologische Perspektiven 20. Juli 2013 im Akademischen Kunstmuseum Bonn

## Institutionen
- Kommission für die Archäologie Außereuropäischer Kulturen (KAAK) des Deutschen Archäologischen Instituts, Bonn
- Römisch-Germanisches Museum, Köln
- LVR-LandesMuseum, Bonn
- LVR-Amt für Bodendenkmalpflege im Rheinland, Bonn
- Fachhochschule Köln – Institut für Baugeschichte und Denkmalpflege und Institut für Restaurierungs- und Konservierungswissenschaft
- Akademisches Kunstmuseum, Bonn
- Ägyptisches Museum der Universität Bonn
- Universität zu Köln: Archäologisches Institut mit den Abteilungen Klassische Archäologie und Archäologie der Römischen Provinzen; Institut für Ur- und Frühgeschichte; Seminar für Ägyptologie; Historisches Seminar I  (Alte Geschichte); Arbeitsstelle für Papyrologie – Epigraphik – Numismatik sowie die Arbeitsgruppe Geoarchäologie am Geographischen Institut; Abteilung Byzantinistik und Neugriechische Philologie
- Rheinische Friedrich-Wilhelms-Universität Bonn mit den Abteilungen für Asiatische und Islamische Kunstgeschichte, Altamerikanistik, Historische Geographie, Klassische Archäologie, Vor- und Frühgeschichtliche Archäologie, Christliche Archäologie, Ägyptologie, dem Franz Joseph Dölger-Institut zur Erforschung der Spätantike sowie der Abteilung für Alte Geschichte
- Gesellschaft der Freunde des Deutschen Archäologischen Instituts – Theodor Wiegand Gesellschaft

## Weblink
- Homepage von VarI